# Nati nel 1981/Giugno
| Questa pagina contiene informazioni ricavate automaticamente dalle voci biografiche con l'ausilio del template Bio e di un bot. L'aggiornamento è periodico e automatico e ricostruisce completamente la pagina. Se manca una persona in questa lista, sei pregato di non aggiungerla, ma accertati piuttosto che la sua voce biografica contenga il template Bio e che i dati anagrafici siano correttamente compilati. Se il template Bio manca, inseriscilo tu stesso o, in alternativa, metti l'avviso {{tmp\|Bio}} che ne segnala la mancanza. Se i dati riportati sono sbagliati, correggi direttamente la voce biografica; le modifiche saranno visibili in questa lista entro pochi giorni. Per chiarimenti vedi il progetto biografie. La lista contiene solo le 394 persone che sono citate nell'enciclopedia e per le quali è stato implementato correttamente il template Bio. Pagina aggiornata al 18 ago 2025. |

- 1º giugno - Brandi Carlile, cantautrice e produttrice discografica statunitense
- 1º giugno - Jonathan Coeffic, canottiere francese
- 1º giugno - Axel Kjäll, allenatore di calcio, dirigente sportivo e ex calciatore svedese
- 1º giugno - Thorben Marx, ex calciatore tedesco
- 1º giugno - Cyron Melville, attore, musicista e cantante danese
- 1º giugno - Dorina Mihai, schermitrice rumena
- 1º giugno - Mattia Mor, politico, attore e dirigente d'azienda italiano
- 1º giugno - Hawar Mulla Mohammed, ex calciatore iracheno
- 1º giugno - Smush Parker, ex cestista statunitense
- 1º giugno - Amy Schumer, comica, attrice e sceneggiatrice statunitense
- 1º giugno - Manley Tabe, ex calciatore vanuatuano
- 1º giugno - Chris Williams, ex calciatore canadese
- 1º giugno - Jan Štěrba, canoista ceco
- 2 giugno - Fredrik Backman, scrittore svedese
- 2 giugno - Juliana Buhring, ciclista e scrittrice britannica
- 2 giugno - Nikolaj Davydenko, allenatore di tennis e ex tennista russo
- 2 giugno - Jon Favreau, politico e funzionario statunitense
- 2 giugno - Joaquim Ferreira, artista marziale misto brasiliano
- 2 giugno - Christian Friedrich, bobbista tedesco
- 2 giugno - Kurt Hovelijnck, ex ciclista su strada belga
- 2 giugno - Mario Incudine, cantante, attore teatrale e polistrumentista italiano
- 2 giugno - Marouan Kechrid, ex cestista tunisino
- 2 giugno - Francisco Maldonado, ex calciatore spagnolo
- 2 giugno - Nicolas Plestan, ex calciatore francese
- 2 giugno - Peter Reekers, allenatore di calcio e ex calciatore olandese
- 2 giugno - Admir Teli, ex calciatore albanese
- 2 giugno - Velvet Sky, wrestler statunitense
- 3 giugno - Mike Adam, giocatore di curling canadese
- 3 giugno - Tamara Bowie, ex cestista e allenatrice di pallacanestro statunitense
- 3 giugno - Anderson Sebastião Cardoso, ex calciatore brasiliano
- 3 giugno - Ibrahima Sory Conté, ex calciatore guineano
- 3 giugno - Cristiano dos Santos Rodrigues, ex calciatore brasiliano
- 3 giugno - Paolo Duca, ex hockeista su ghiaccio e dirigente sportivo svizzero
- 3 giugno - Gabard Fénélon, calciatore haitiano
- 3 giugno - Oneida González, pallavolista venezuelana
- 3 giugno - Dounia Issa, allenatore di pallacanestro e ex cestista francese
- 3 giugno - Nikki M. James, attrice e cantante statunitense
- 3 giugno - Miao Lijie, ex cestista cinese
- 3 giugno - Kristoffer Paulsen Vatshaug, ex calciatore norvegese
- 3 giugno - Mario Salgado, allenatore di calcio e ex calciatore cileno
- 3 giugno - Pekka Salminen, ex saltatore con gli sci finlandese
- 3 giugno - Dana Velďáková, triplista e lunghista slovacca
- 3 giugno - Jana Velďáková, lunghista slovacca
- 4 giugno - Leandro Álvarez, ex calciatore argentino
- 4 giugno - Jennifer Carroll, ex nuotatrice canadese
- 4 giugno - Tonya Evinger, artista marziale mista statunitense
- 4 giugno - Mike Hall, ciclista su strada britannico († 2017)
- 4 giugno - Tobias Karlsson, ex pallamanista svedese
- 4 giugno - T. J. Miller, attore statunitense
- 4 giugno - Geōrgios Seïtaridīs, ex calciatore greco
- 4 giugno - Gary Taylor-Fletcher, ex calciatore inglese
- 4 giugno - Natal'ja Vodop'janova, cestista russa
- 5 giugno - Serhat Akın, ex calciatore turco
- 5 giugno - Carlos Barredo, ex ciclista su strada spagnolo
- 5 giugno - Kjetil Berge, ex calciatore norvegese
- 5 giugno - Gabriel Rodrigues dos Santos, ex calciatore brasiliano
- 5 giugno - Jade Goody, personaggio televisivo britannico († 2009)
- 5 giugno - Sébastien Lefebvre, cantautore, polistrumentista e produttore discografico canadese
- 5 giugno - Stephen McPhee, ex calciatore scozzese
- 5 giugno - Tomas Radzinevičius, calciatore lituano
- 5 giugno - Isabel Rodríguez García, politica spagnola
- 5 giugno - José Villalobos, calciatore costaricano
- 6 giugno - João Paulo Andrade, ex calciatore portoghese
- 6 giugno - Kevin Bieksa, hockeista su ghiaccio canadese
- 6 giugno - Brent Darby, cestista statunitense († 2011)
- 6 giugno - Charles Diers, ex calciatore francese
- 6 giugno - Cheryl Ford, ex cestista statunitense
- 6 giugno - Claudia Galanti, modella, showgirl e attrice paraguaiana
- 6 giugno - Gerardo Berodia, ex calciatore spagnolo
- 6 giugno - Young Im Min, calciatore samoano americano
- 6 giugno - Paul James, attore statunitense
- 6 giugno - Yudel Johnson, pugile cubano
- 6 giugno - Satoshi Kamiya, artista giapponese
- 6 giugno - Antonio Mannato, ex rugbista a 15 italiano
- 6 giugno - Philip McGinley, attore britannico
- 6 giugno - Johnny Pacar, attore statunitense
- 6 giugno - Qiu Li, ex calciatore cinese
- 6 giugno - Jackson Vroman, cestista statunitense († 2015)
- 7 giugno - David Attoub, ex rugbista a 15 e allenatore di rugby a 15 francese
- 7 giugno - Adam Braz, dirigente sportivo e ex calciatore canadese
- 7 giugno - Stephen Bywater, ex calciatore inglese
- 7 giugno - Antun Dunković, calciatore croato
- 7 giugno - Marco Guida, arbitro di calcio italiano
- 7 giugno - Lee David Johnson, allenatore di calcio e ex calciatore inglese
- 7 giugno - Ģirts Karlsons, ex calciatore lettone
- 7 giugno - Kenta Kawai, allenatore di calcio e ex calciatore giapponese
- 7 giugno - Anna Kurnikova, ex tennista russa
- 7 giugno - Kevin Kyle, ex calciatore scozzese
- 7 giugno - Michael Laverty, pilota motociclistico britannico
- 7 giugno - Tito Maddox, ex cestista statunitense
- 7 giugno - Roberto Maurantonio, allenatore di calcio e ex calciatore italiano
- 7 giugno - Larisa Oleynik, attrice statunitense
- 7 giugno - Sérgio Pacheco de Oliveira, ex calciatore brasiliano
- 7 giugno - Lionard Pajoy, calciatore colombiano
- 7 giugno - Ève Pouteil-Noble, schermitrice francese
- 7 giugno - Amrita Rao, attrice e modella indiana
- 7 giugno - Alberto Schieppati, ex sciatore alpino italiano
- 7 giugno - Anne-Laure Viard, canoista francese
- 8 giugno - Miguel Albarracín, judoka argentino
- 8 giugno - Alex Band, cantante statunitense
- 8 giugno - Ashley Biden, attivista, filantropa e stilista statunitense
- 8 giugno - Rafał Brzozowski, cantante polacco
- 8 giugno - John James, politico statunitense
- 8 giugno - Ai Nonaka, cantante e doppiatrice giapponese
- 8 giugno - Luca Pirondini, politico italiano
- 8 giugno - Daniele Santarelli, allenatore di pallavolo e ex pallavolista italiano
- 8 giugno - Sara Watkins, violinista e compositrice statunitense
- 8 giugno - Jess Weixler, attrice statunitense
- 8 giugno - Kathrin Wilhelm, ex sciatrice alpina austriaca
- 8 giugno - Daiji Yamada, ex cestista giapponese
- 8 giugno - Daša Žukova, imprenditrice e editrice russa
- 9 giugno - Elham Asghari, nuotatrice iraniana
- 9 giugno - Léandre Bizagwira, ex calciatore ruandese
- 9 giugno - William Frisby, ex cestista statunitense
- 9 giugno - Michel Garbini Pereira, allenatore di calcio e ex calciatore brasiliano
- 9 giugno - Marco Gorzegno, calciatore italiano
- 9 giugno - Justin Haber, calciatore maltese
- 9 giugno - Robbin Harms, pilota motociclistico danese
- 9 giugno - Nguveren Iyorhe, cestista nigeriana
- 9 giugno - Irak'li Labadze, ex tennista georgiano
- 9 giugno - Alex Neil, allenatore di calcio e ex calciatore scozzese
- 9 giugno - Natalie Portman, attrice, produttrice cinematografica e attivista israeliana
- 9 giugno - Anoushka Shankar, musicista e compositrice britannica
- 9 giugno - Kasper Søndergaard, ex pallamanista e allenatore di pallamano danese
- 9 giugno - Sara Tommasi, showgirl, attrice e cantante italiana
- 9 giugno - Vic Zhou, attore, cantante e modello taiwanese
- 10 giugno - Jonathan Bennett, attore statunitense
- 10 giugno - Hannah Blilie, batterista statunitense
- 10 giugno - James Coppinger, ex calciatore inglese
- 10 giugno - Lea Dabič, ex sciatrice alpina slovena
- 10 giugno - Alejandro Damián Domínguez, ex calciatore argentino
- 10 giugno - Álvaro José Domínguez, ex calciatore colombiano
- 10 giugno - Andrej Epišin, ex velocista russo
- 10 giugno - Ewerthon, ex calciatore brasiliano
- 10 giugno - Bruno Pais, triatleta portoghese
- 10 giugno - William Frischkorn, ex ciclista su strada, ciclocrossista e pistard statunitense
- 10 giugno - Dragan Gošić, ex calciatore serbo
- 10 giugno - Hoku, cantante statunitense
- 10 giugno - Sinan Kaloğlu, allenatore di calcio e ex calciatore turco
- 10 giugno - Eric Obinna, ex calciatore nigeriano
- 10 giugno - Javier Arnaldo Portillo, ex calciatore honduregno
- 10 giugno - Aljaksej Sučkoŭ, ex calciatore bielorusso
- 10 giugno - Sally Walton, ex hockeista su prato britannica
- 10 giugno - Nicky Whelan, attrice, modella e conduttrice televisiva australiana
- 10 giugno - John White, attore e produttore cinematografico canadese
- 10 giugno - Yang Jun, calciatore cinese
- 10 giugno - Hashim bin al-Husayn, principe giordano
- 11 giugno - Fëdor Fëdorov, ex hockeista su ghiaccio russo
- 11 giugno - Eduardo Isaac, ex cestista panamense
- 11 giugno - Albert Kaçi, ex calciatore albanese
- 11 giugno - Lars Lien, calciatore norvegese
- 11 giugno - Shin Mikuni, fumettista giapponese
- 11 giugno - Emiliano Moretti, dirigente sportivo e ex calciatore italiano
- 11 giugno - Georgijs Pujacs, hockeista su ghiaccio lettone
- 11 giugno - Harry Saputra, ex calciatore indonesiano
- 11 giugno - Vladimir Tica, ex cestista serbo
- 11 giugno - Kristo Tohver, arbitro di calcio estone
- 11 giugno - Mariano Uglessich, allenatore di calcio e ex calciatore argentino
- 11 giugno - Andrew Vilk, ex rugbista a 15, ex rugbista a 7 e allenatore di rugby inglese
- 11 giugno - Rami Yaslam, ex calciatore emiratino
- 11 giugno - Bryan Young, rugbista a 15, allenatore di rugby a 15 e preparatore atletico irlandese
- 12 giugno - Ângelo Mariano de Almeida, ex calciatore brasiliano
- 12 giugno - Roberto Cardinale, ex calciatore italiano
- 12 giugno - Pascal Cerrone, ex calciatore e allenatore di calcio svizzero
- 12 giugno - Marco D'Amore, attore, regista e sceneggiatore italiano
- 12 giugno - Eugene Galeković, allenatore di calcio e ex calciatore australiano
- 12 giugno - Soledad García, ex hockeista su prato argentina
- 12 giugno - David Gilbert, giocatore di snooker inglese
- 12 giugno - Raitis Grafs, ex cestista lettone
- 12 giugno - Andrej Hesek, ex calciatore e ex giocatore di calcio a 5 slovacco
- 12 giugno - Hu Xiaotao, ex cestista cinese
- 12 giugno - Klemen Lavrič, ex calciatore sloveno
- 12 giugno - Adriana Lima, supermodella e attrice brasiliana
- 12 giugno - Marco Pacassoni, vibrafonista, batterista e compositore italiano
- 12 giugno - Francesco Piu, cantautore e chitarrista italiano
- 12 giugno - Gurthrö Steenkamp, rugbista a 15 sudafricano
- 12 giugno - Serhij Symonenko, ex calciatore ucraino
- 12 giugno - Nora Tschirner, attrice tedesca
- 12 giugno - Massimo Zappino, allenatore di calcio e calciatore brasiliano
- 13 giugno - Guy Demel, ex calciatore ivoriano
- 13 giugno - Chris Evans, attore statunitense
- 13 giugno - Mick Fanning, surfista australiano
- 13 giugno - Julie-Marie Parmentier, attrice francese
- 13 giugno - Nikola Nikezić, ex calciatore montenegrino
- 13 giugno - Nuno Miguel Pereira Diogo, ex calciatore portoghese
- 13 giugno - Radim Vrbata, hockeista su ghiaccio ceco
- 13 giugno - Erlind Zeraliu, tenore albanese
- 14 giugno - Luko Biskup, ex calciatore croato
- 14 giugno - Bryan Defares, ex cestista olandese
- 14 giugno - Elano, allenatore di calcio e ex calciatore brasiliano
- 14 giugno - Steffen Hamann, ex cestista tedesco
- 14 giugno - Chauncey Leopardi, attore statunitense
- 14 giugno - Kevin McBride, allenatore di calcio e calciatore scozzese
- 14 giugno - Maddalena Morgante, politica italiana
- 14 giugno - Nicola Nocella, attore italiano
- 14 giugno - Protoje, cantante giamaicano
- 15 giugno - Jhonny Baldeón, ex calciatore ecuadoriano
- 15 giugno - Anja Blieninger, ex sciatrice alpina tedesca
- 15 giugno - Alessio Garavello, cantante e chitarrista italiano
- 15 giugno - William Dean Martin, chitarrista statunitense
- 15 giugno - Alex Mingozzi, tennista italiano
- 15 giugno - Thiago Monteiro, tennistavolista brasiliano
- 15 giugno - John Paintsil, ex calciatore e allenatore di calcio ghanese
- 15 giugno - Roberto Paterlini, scrittore italiano
- 15 giugno - René Peters, allenatore di calcio e ex calciatore lussemburghese
- 15 giugno - Alba Reyes, modella portoricana
- 15 giugno - Nick Sirianni, allenatore di football americano statunitense
- 15 giugno - Emma Snowsill, triatleta australiana
- 15 giugno - Jordi Vilasuso, attore statunitense
- 15 giugno - Marika Zanardi, ex cestista italiana
- 16 giugno - Benjamin Becker, ex tennista tedesco
- 16 giugno - David Buxo, ex calciatore andorrano
- 16 giugno - Joe Dabbert, ex cestista statunitense
- 16 giugno - Julio César García Mezones, calciatore peruviano
- 16 giugno - Alexandre Giroux, ex hockeista su ghiaccio canadese
- 16 giugno - Roni Jonah, musicista e wrestler statunitense
- 16 giugno - Ola Kvernberg, violinista, polistrumentista e compositore norvegese
- 16 giugno - Ben Kweller, cantautore e polistrumentista statunitense
- 16 giugno - Allen Larue, calciatore seychellese
- 16 giugno - Sébastien Roudet, ex calciatore francese
- 16 giugno - Asim Šehić, ex calciatore bosniaco
- 16 giugno - Robert Tomaszek, ex cestista polacco
- 16 giugno - Miguel Villalta, calciatore peruviano
- 16 giugno - Knut Walde, calciatore norvegese
- 17 giugno - Sabrina Beer, ex sciatrice alpina tedesca
- 17 giugno - Kyle Boller, ex giocatore di football americano statunitense
- 17 giugno - Lamin Deen, bobbista britannico
- 17 giugno - Sarah Drury, ex pallavolista e allenatrice di pallavolo statunitense
- 17 giugno - Johann Durand, ex calciatore francese
- 17 giugno - Federico Favali, compositore italiano
- 17 giugno - Albert Haynesworth, ex giocatore di football americano statunitense
- 17 giugno - Matt Hendricks, hockeista su ghiaccio statunitense
- 17 giugno - Smilen Mljakov, pallavolista bulgaro
- 17 giugno - Matej Mugerli, dirigente sportivo e ex ciclista su strada sloveno
- 17 giugno - Sorin Paraschiv, ex calciatore rumeno
- 17 giugno - Piotr Szczotka, ex cestista polacco
- 17 giugno - Charles Asampong Taylor, calciatore ghanese
- 17 giugno - Shane Watson, crickettista australiano
- 17 giugno - Basel Samih, ex calciatore qatariota
- 17 giugno - Venance Zézé, ex calciatore ivoriano
- 18 giugno - Scooter Braun, imprenditore statunitense
- 18 giugno - Brandon Brown, ex cestista statunitense
- 18 giugno - Ella Chen, cantante e attrice taiwanese
- 18 giugno - Tiberiu Ghioane, ex calciatore rumeno
- 18 giugno - David Hale, ex hockeista su ghiaccio statunitense
- 18 giugno - Andrea Manucci, ex calciatore italiano
- 18 giugno - Javier Menéndez, ex schermidore spagnolo
- 18 giugno - Teun Mulder, pistard olandese
- 18 giugno - Marco Streller, dirigente sportivo e ex calciatore svizzero
- 18 giugno - Steed Tchicamboud, ex cestista e allenatore di pallacanestro francese
- 19 giugno - Mohamed Salman Al-Khuwalidi, lunghista saudita
- 19 giugno - Moss Burmester, nuotatore neozelandese
- 19 giugno - Nadia Centoni, ex pallavolista italiana
- 19 giugno - Valerio Cleri, ex nuotatore italiano
- 19 giugno - Mario Duplantier, batterista francese
- 19 giugno - Quintin Geldenhuys, rugbista a 15 sudafricano
- 19 giugno - Elizaveta Gorst, schermitrice russa
- 19 giugno - Aleksandr Mokïn, calciatore kazako
- 19 giugno - Eduardo Morgado, giocatore di calcio a 5 brasiliano
- 19 giugno - Yann Prudat, giocatore di football americano svizzero
- 19 giugno - Răzvan Pădurețu, ex calciatore rumeno
- 20 giugno - David Bell, ex cestista statunitense
- 20 giugno - Cérena, cantautrice francese
- 20 giugno - William De Angelis, pilota di rally e pilota motociclistico sammarinese
- 20 giugno - Ardian Gashi, calciatore norvegese
- 20 giugno - Brede Hangeland, ex calciatore norvegese
- 20 giugno - Angerfist, disc jockey e produttore discografico olandese
- 20 giugno - Calogero Pisano, politico italiano
- 20 giugno - Alisan Porter, attrice, produttrice cinematografica e cantante statunitense
- 20 giugno - Joseba del Olmo, ex calciatore spagnolo
- 21 giugno - Mishael Abbott, pilota automobilistica statunitense
- 21 giugno - An Qi, ex calciatore cinese
- 21 giugno - Nicola Correia-Damude, attrice e doppiatrice canadese
- 21 giugno - Brandon Flowers, cantante e musicista statunitense
- 21 giugno - Kim Sa-nee, pallavolista sudcoreana
- 21 giugno - Blake Lewis, cantante statunitense
- 21 giugno - Cindy Lima, ex cestista spagnola
- 21 giugno - Reggie Love, politico, funzionario e ex cestista statunitense
- 21 giugno - Christian Montanari, pilota automobilistico sammarinese
- 21 giugno - İbrahim Öztürk, ex calciatore turco
- 21 giugno - Miguel Riffo, allenatore di calcio e ex calciatore cileno
- 21 giugno - Cristina Rus, cantante, ballerina e modella rumena
- 21 giugno - Daniela Russo, ex pallamanista italiana
- 21 giugno - Luis Villafañe, ex cestista portoricano
- 21 giugno - Brad Walker, astista statunitense
- 22 giugno - Mathias Abel, ex calciatore tedesco
- 22 giugno - Yōichi Amano, fumettista giapponese
- 22 giugno - Péter Bajzát, ex calciatore ungherese
- 22 giugno - Milka Bjelica, ex cestista montenegrina
- 22 giugno - Stephen Crainey, ex calciatore scozzese
- 22 giugno - Sione Lauaki, rugbista a 15 neozelandese († 2017)
- 22 giugno - Víctor Loyola, ex calciatore cileno
- 22 giugno - Igor Matić, allenatore di calcio e ex calciatore serbo
- 22 giugno - Vicente Monje, ex calciatore argentino
- 22 giugno - Julio César Monterroso, ex calciatore guatemalteco
- 22 giugno - Aquivaldo Mosquera, ex calciatore colombiano
- 22 giugno - Ramin Quliyev, ex calciatore azero
- 22 giugno - Sébastien Reuille, ex hockeista su ghiaccio e dirigente sportivo svizzero
- 22 giugno - Ronald Spuller, ex calciatore austriaco
- 23 giugno - Antony Costa, cantante e attore britannico
- 23 giugno - Oleksandr Grebieniuk, ex calciatore ucraino
- 23 giugno - Víctor Hernández, ex calciatore guatemalteco
- 23 giugno - Mohamed Hubail, calciatore bahreinita
- 23 giugno - Kui Yuanyuan, ex ginnasta cinese
- 23 giugno - Lina Lehtovaara, arbitro di calcio finlandese
- 23 giugno - Giulio Migliaccio, dirigente sportivo e ex calciatore italiano
- 23 giugno - Rachele Sangiuliano, giornalista e ex pallavolista italiana
- 23 giugno - Björn Schlicke, dirigente sportivo, allenatore di calcio e ex calciatore tedesco
- 23 giugno - Jodie Swallow, triatleta britannica
- 23 giugno - Monica Sweetheart, ex attrice pornografica ceca
- 23 giugno - Ibrahim Tall, ex calciatore francese
- 23 giugno - Joe Taslim, attore e artista marziale indonesiano
- 23 giugno - Nikola Vujović, ex calciatore montenegrino
- 23 giugno - Katia Zini, ex pattinatrice di short track italiana
- 24 giugno - Jason Edwin, ex cestista americo-verginiano
- 24 giugno - Tilky Jones, attore statunitense
- 24 giugno - Lily Kahumoku, ex pallavolista statunitense
- 24 giugno - Vanessa Ray, attrice e cantante statunitense
- 24 giugno - Gabriel Zuchtriegel, archeologo e dirigente pubblico tedesco
- 24 giugno - Norberto Mulenessa Maurito, ex calciatore angolano
- 24 giugno - Łukasz Żal, direttore della fotografia polacco
- 25 giugno - Simon Ammann, saltatore con gli sci svizzero
- 25 giugno - Magnus Andersson, allenatore di sci alpino e ex sciatore alpino svedese
- 25 giugno - Marco Capanna, ex pallanuotista e allenatore di pallanuoto italiano
- 25 giugno - Laccio, coreografo, ballerino e direttore artistico italiano
- 25 giugno - Yohann Gène, ex ciclista su strada francese
- 25 giugno - Jan Jagla, ex cestista tedesco
- 25 giugno - Dieudonné Minoungou, ex calciatore burkinabé
- 25 giugno - Irina Osipova, ex cestista russa
- 25 giugno - Matt Schaub, ex giocatore di football americano statunitense
- 25 giugno - Sheridan Smith, attrice, cantante e ballerina britannica
- 25 giugno - Rūta Ščiogolevaitė, cantante lituana
- 26 giugno - Natal'ja Antjuch, ostacolista e velocista russa
- 26 giugno - Paolo Cannavaro, allenatore di calcio e ex calciatore italiano
- 26 giugno - Filippo Graziani, cantautore italiano
- 26 giugno - Gábor Gyepes, ex calciatore ungherese
- 26 giugno - Kanako Kondō, doppiatrice giapponese
- 26 giugno - Ekaterina Lavrent'eva, slittinista russa
- 26 giugno - Daniele Martinetti, ex calciatore italiano
- 26 giugno - Agustín Orión, ex calciatore argentino
- 26 giugno - Damien Sargue, cantante francese
- 26 giugno - Josh Thomas, ex giocatore di football americano statunitense
- 26 giugno - Jake Zamansky, ex sciatore alpino statunitense
- 27 giugno - Younes Al Shibani, ex calciatore libico
- 27 giugno - Tavakgül Bayramov, taekwondoka azero
- 27 giugno - Rubén Castro, ex calciatore spagnolo
- 27 giugno - John Driscoll, attore televisivo statunitense
- 27 giugno - Martina García, attrice e ex modella colombiana
- 27 giugno - David Kobylík, ex calciatore ceco
- 27 giugno - Vitali Lakhmatov, allenatore di hockey su ghiaccio e ex hockeista su ghiaccio ucraino
- 27 giugno - Diamond Ott, calciatore samoano americano
- 27 giugno - DJ Cassidy, disc jockey e produttore discografico statunitense
- 27 giugno - Éric Prodon, ex tennista francese
- 27 giugno - Cléber Santana, calciatore brasiliano († 2016)
- 27 giugno - Dasha, cantante ceca
- 27 giugno - Eugen Tomac, politico romeno
- 27 giugno - Willy William, disc jockey, produttore discografico e cantante francese
- 28 giugno - Johntá Austin, cantante, rapper e produttore discografico statunitense
- 28 giugno - Samar Badawi, attivista saudita
- 28 giugno - Andrea Cavalletto, costumista italiano
- 28 giugno - Tiffany Hopkins, ex attrice pornografica francese
- 28 giugno - Vasil' Kiryenka, ex ciclista su strada e pistard bielorusso
- 28 giugno - Guillermo Martínez, giavellottista cubano
- 28 giugno - Jozef Ninis, slittinista slovacco
- 28 giugno - Brandon Phillips, giocatore di baseball statunitense
- 28 giugno - Aarthie Ramaswamy, scacchista indiana
- 28 giugno - Bashir Saeed, ex calciatore emiratino
- 28 giugno - Mara Santangelo, opinionista e ex tennista italiana
- 28 giugno - Jon Watts, regista, sceneggiatore e produttore cinematografico statunitense
- 28 giugno - Pierpaolo Zizzi, attore italiano
- 29 giugno - Paolo Fucile, ex lottatore italiano
- 29 giugno - Pablo Giménez, ex calciatore paraguaiano
- 29 giugno - Joe Johnson, ex cestista statunitense
- 29 giugno - Tyrone Loran, ex calciatore olandese
- 29 giugno - Cherie Piper, ex hockeista su ghiaccio canadese
- 29 giugno - Ron Slay, ex cestista statunitense
- 29 giugno - Mirko Turri, ex bobbista italiano
- 29 giugno - Marijo Šivolija, pugile croato
- 30 giugno - Rachelle Boone-Smith, ex velocista statunitense
- 30 giugno - Tom Burke, attore britannico
- 30 giugno - Deividas Česnauskis, ex calciatore lituano
- 30 giugno - Saïf Ghezal, allenatore di calcio e ex calciatore tunisino
- 30 giugno - Vahina Giocante, attrice francese
- 30 giugno - Davide Gozzini, pilota motociclistico italiano
- 30 giugno - Alissa Jung, attrice e regista tedesca
- 30 giugno - Katja Kankaanpää, artista marziale misto finlandese
- 30 giugno - Geoffroy Lequatre, ex ciclista su strada francese
- 30 giugno - Lu Jiang, calciatore cinese
- 30 giugno - Desi Lydic, attrice statunitense
- 30 giugno - Stefania Panighini, regista italiana
- 30 giugno - Nima Sanandaji, opinionista svedese
- 30 giugno - Taccjana Troina, ex cestista bielorussa
- 30 giugno - Christian Wasserfallen, ingegnere e politico svizzero
- 30 giugno - Barbora Špotáková, ex giavellottista ceca